# Celastrus microcarpus
Celastrus microcarpus är en benvedsväxtart som beskrevs av David Don. Celastrus microcarpus ingår i släktet Celastrus och familjen Celastraceae. Inga underarter finns listade.